# Brightwater

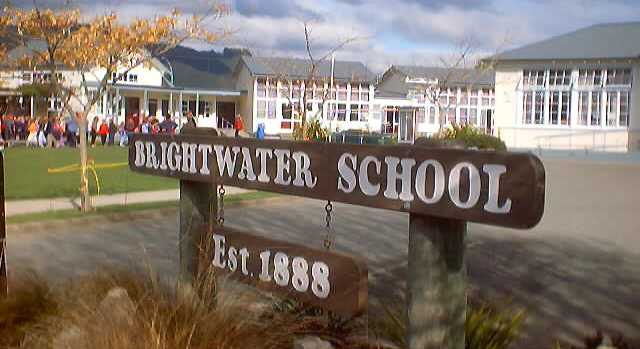
Brightwater

Brightwater  é um município situada 20 km ao sudoeste de Nelson, no distrito de Tasman, na Ilha Sul da Nova Zelândia. 

Localiza-se nas margens do rio Wairoa. Seu nome foi atribuído por Alfred Saunders, dono de uma fábrica de linho local, situada às margens do rio Wairoa, depois de uma canção popular na época, Água Brilhante, que versava sobre a escolha de bebidas não alcoólicas sobre espíritos. O assentamento foi nomeado em 1855, mas a área foi estabelecida já em 1843. 

Brightwater foi o berço de um vencedor do Prêmio Nobel de Química, o cientista que foi chamado de pai da física nuclear, Ernest Rutherford (1871-1937), e tem um memorial no seu local de nascimento.